# Марни (филм)
Марни (енгл. Marnie) је амерички психолошки трилер из 1964. године, режисера Алфреда Хичкока. Сценарио који је написала Џеј Пресон Ален заснован је на истоименом роману Винстона Грејема из 1961. године. Главне улоге у филму тумаче Типи Хедрен и Шон Конери.
Филм није остварио нарочити успех на биоскопским благајнама и сматран је за једног од највећих Хичкокових промашаја. Временом, репутација филма се побољшала и данас се сматра класиком.

## Радња
Мерион Холанд бежи са скоро 10.000 долара које је украла из сефа свог послодавца, Сиднеја Страта, шефа пореске консултантске фирме. Мењајући свој изглед и идентитет, Мерион, чије је право име Маргарет „Марни” Едгар, путује у Вирџинију, где има коња по имену Форио. Затим посећује своју инвалидну мајку Бернис, коју финансијски издржава, у Балтимору.
Марк Ратланд, богати удовац и власник издавачке куће у Филаделфији, пословно се састаје са Стратом. Сазнаје за крађу и присећа се Марни из претходне посете. Неколико месеци касније, Марни, представљајући се као Мери Тејлор, пријављује се за посао у Марковој компанији. Марк јој даје посао када је препозна. Док ради прековремено са Марком за викенд, Марни има напад панике током олује са грмљавином. Марк је теши, а затим је љуби, и они почињу да се забављају. Марни пати од лоших снова, а црвена боја јој изазива екстремну емоционалну реакцију.
Убрзо након тога, Марни краде новац из Маркове компаније и поново бежи. Марк је прати до штале где држи Форија. Он је уцењује да се уда за њега, на велику жалост Лил, сестре Маркове покојне жене, која је заљубљена у њега. Лил постаје сумњичава када открије да је Марк потрошио поприличну суму новца откако се оженио Марни.
На њиховом крстарењу за медени месец, Марни се опире Марковој жељи за физичком интимношћу. Марк у почетку поштује њене жеље, али је једне ноћи силује. Она следећег јутра покушава да се удави у бродском базену, али је Марк спасава.
Након што је чула Марнин телефонски позив, Лил јавља Марку да Марнина мајка није мртва, као што је Марни тврдила. Марк унајмљује приватног детектива да је истражи. У међувремену, Лил чује Марка како говори Марни да је „отплатио Страта” у њено име. Лил намерно позива Страта и његову жену на забаву у Марковој вили, где Страт препознаје Марни, али Марк га притиска да не открије ништа. Када Марни касније призна своје многобројне пљачке, Марк ради на томе да надокнади њене жртве да одустану од тужби.
Марк доводи Форија на њихово имање, задовољавајући Марни. Током лова на лисице, црвени капут једног јахача покреће још један Марнин напад панике и Форио убрзава, не успева да прескочи зид, ломи ногу и остаје да лежи на земљи и вришти од бола. Марни махнито трчи до оближње куће, узима пиштољ и пуца у свог коња. Полудела од туге, Марни одлази кући, где проналази кључ Маркове канцеларије. Она одлази у канцеларију и отвара сеф, али не може да узме новац, чак ни након што Марк дође и „форсира” је да га узме.
Марк води Марни у Балтимор да се суочи са својом мајком и извуче истину о Марниној прошлости. Када стигну почиње грмљавина. Како се открива да је Бернис била проститутка, Марнина дуго потискивана сећања поново израњају: када је била мало дете, један од Бернисових клијената је покушао да смири уплашену Марни током олује. Видевши како додирује Марни и верујући да покушава да је напаствује, Бернис га је напала. Док се човек бранио, она је пала и повредила ногу, па је остала инвалидна. Марни, уплашена и покушавајући да заштити своју мајку, фатално је ударила човека у главу жарачем за камин. Призор његове крв изазвао је њену фобију од црвене боје, грмљавина те ноћи изазвала је њен страх од олуја, а повезаност смртоносне ноћи са сексом изазвала је њену одбојност према физичкој интимности. У периоду након тога, Бернис је рекла полицији да је она убила човека и молила се да Марни заборави тај догађај. Схватајући разлог иза њених поступака, Марни тражи Маркову помоћ. Они одлазе држећи се чврсто.

## Улоге
| Глумац        | Улога                        |
| ------------- | ---------------------------- |
| Типи Хедрен   | Маргарет „Марни” Едгар       |
| Шон Конери    | Марк Ратланд                 |
| Дајана Бејкер | Лил Мејнверинг               |
| Мартин Гејбел | Сидни Страт                  |
| Луиза Лејтам  | Бернис Едгар                 |
| Боб Свини     | Боб                          |
| Алан Нејпијер | господин Ратланд             |
| Мариет Хартли | Сузан Клабон                 |
| Брус Дерн     | морнар из Марниног детињства |
| Мег Вајли     | госпођа Терпин               |